# Васін Михайло Павлович
Михайло Павлович Васін (1913, Одеса, Херсонська губернія, Російська імперія — червень 1942, Ростовська область, СРСР) — український радянський футболіст, нападник.

## Біографія
Вихованець одеського футболу. Три сезони захищав кольори команди «Стахановець» (Сталіно). 1940 року повернувся до Одеси і виступав за місцеві «Харчовик» і «Спартак». Всього провів у групі «А» чемпіонату СРСР 56 матчів (14 голів), у кубку — 10 матчів (7 голів). Грав на позиції лівого інсайда.
У червні 1942 року загинув поблизу російського міста Ростов-на-Дону. 2013 року, в донецькому парку ім. Щербакова, була відкрита березова алея пам'яті колишніх гравців «Стахановця» і «Шахтаря», які воювали на фронтах Німецько-радянської війни 1941—1945 років. На меморіальній дошці зазначені імена 32 футболістів-фронтовиків, у тому числі і Михайла Павловича Васіна.